# کوولبی ۵۵۶۹
سیارک ۵۵۶۹ (به انگلیسی: 5569 Colby، نامگذاری:1974FO) پنج هزار و پانصد و شصت و نهمین سیارک کشف شده‌است که در ۲۲ مارس ۱۹۷۴ کشف شد.